# 흉노
흉노는 기원전 4세기부터 5세기까지 북아시아 스텝지역에 존재한 유목제국이다. 중국 측 기록에 따르면, 이들은 유라시아 스텝 동부에 기원전 3세기부터 기원후 1세기까지 살고 있었다. 기원전 209년 이후 묵돌 선우는 흉노 부족을 통합하고 흉노 제국을 세웠다.
유라시아 스텝을 이전에 지배했던 월지를 몰아내고, 흉노는 동아시아의 스텝 지역에서 주요 세력으로 성장했고, 몽골고원을 중심으로 삼았다. 흉노의 활동 영역은 시베리아, 내몽골, 신장, 간쑤성 등도 포함되었다. 흉노 지역의 동남부와 국경을 접한 중국의 왕조들과 흉노의 관계는 복잡했다. 흉노와 중국의 왕조는 평화롭게 지내기도 하고, 전쟁을 벌이기도 했고, 서로 복종시키기도 했다. 흉노는 한나라와의 오랜 전쟁에서 결국 패배하였고, 흉노는 결국 북흉노와 남흉노로 분리되었으며, 한나라는 흉노족을 강제로 한나라와의 국경지역에 정착시켰다. 오호 십육국 시대에 오호 중 하나였던 흉노는 장성 이남으로 내려와 전조나 하와 같은 여러 왕조를 세웠다.
스키타이족, 또는 사르마티아인을 통해 흉노족의 정체성을 찾으려는 시도는 한때 논란이 되었지만, 고고유전학에서는 스키타이족 및 사르마티아인과 흉노, 나아가 훈족과 상호작용이 있었음을 확인했다. 흉노의 민족적 핵심층에 대한 정체성은 여러 가설의 주제가 되었는데 이는 중국 측 기록에 주로 칭호나 인명(人名) 등 몇몇 단어들만이 적혀 있기 때문이다. 흉노라는 명칭은 훈족, 또는 후나족과 동계어일 수도 있지만, 이것 역시 논란이 많다. 이란어군, 몽골어족, 튀르크어족,, 우랄어족, 예니세이어족, 또는 다언어 등 학자들은 흉노족과 다른 언어들과의 연관성을 제안했지만, 이러한 제안들도 모두 논란이 있다.

## 역사

### 초기
흉노가 최초로 등장하는 기록은 기원전 4세기 말 중국의 전국시대의 기록이다. 기원전 318년, 흉노는 한(韓), 조(趙), 위(魏), 연(燕), 제(齊)의 다섯 나라와 함께 진(秦)을 공격했지만, 결과는 6국의 참패로 끝났다. 이후 조의 효성왕(孝成王, 재위: 기원전 265년 - 기원전 245년)의 시대에 장군(將軍) 이목(李牧)이 대(代)의 안문(雁門)에서 흉노를 막아 싸워서 흉노 선우(單于)의 군을 격파하였다. (선우는 흉노를 이끄는 황제의 호칭으로, 하늘의 아들이라는 뜻을 가지고 있다. 효성왕과 싸운 선우의 이름은 알려져 있지 않다.)
중국을 통일한 진시황제는 기원전 215년, 장군 몽염(蒙恬)을 보내 융적(戎狄) 즉 흉노를 토벌하여 하남의 땅(오르도스)을 점령하고 흉노를 축출한 뒤, 감숙(甘肅)에서 요동(遼東)까지 장성을 쌓아 북방 기마민족들의 침공을 막았다. 당시 흉노의 두만(頭曼, 튀르키예어: Tumen, Teoman)은 여러 차례 중국을 공격하다 화평을 맺었는데, 두만은 기원전 210년에 사망하기 직전에 황하(黄河)를 넘어서 화평의 걸림돌이 되는 자신의 태자인 묵돌(冒頓)을 인질로서 서쪽의 월지국(月氏國)에 보냈다. 보낸 직후 월지를 공격하여 아들을 죽이려 했고, 가까스로 월지를 빠져나온 묵돌은 귀국해 자신을 따르는 자들을 모아 자신을 죽이려는 아버지 두만 선우를 시해하고, 스스로 선우가 되었다.

### 묵돌 선우의 등장
묵돌이 선우가 된 기원전 209년에는 진시황이 사망한 직후였으며 이로 인해 진나라가 큰 혼란에 빠져 중국은 초한전쟁이라는 내전을 치르고 있었다. 진나라의 쇠퇴를 기회로 삼아 묵돌은 군사를 강화시켜 동쪽의 만주 서부지역에 위치해 있던 동호(東胡)의 부족장을 죽이면서 동호를 멸망시키고, 나아가 서쪽의 천산산맥과 감숙 지방에 자리잡은 월지국(月氏國)을 중앙 아시아 지역으로 몰아냈으며 남쪽으로 누란(樓蘭), 백양하남왕을 병합해 북방 최대의 유목민족국가를 수립하였다.
묵돌이 북쪽으로 혼유(渾庾), 굴야(屈射), 정령(丁零) 등의 여러 부족을 복속시켜 몽골 초원 부족들의 추장이 된다. 한편 그 시기 중국에서는 전한(前漢)의 유방(劉邦)에 의해 내란이 수습되었다. 기원전 200년에 흉노는 마읍성(馬邑城)을 쳐서 그곳을 지키고 있던 한왕 신(韓王信)의 항복을 받아내고 태원(太原)으로 진격, 진양(晋陽)으로 나아갔다. 그곳에 흉노를 정벌하기 위해 유방이 친히 이끌고 온 한군이 도착했으나, 큰 눈과 추위로 더 나아가지도 못하고 많은 병사가 추위로 곤욕을 치렀다. 묵돌은 한군을 북쪽으로 유인하고자 거짓으로 물러났고, 백등산(白登山)에서 7일간 포위된 유방은 진평(陳平)의 헌책에 따라 묵돌의 알지(閼氏, 역대 선우의 어머니)를 움직여 공격이 잠시 느슨해진 사이에 가까스로 달아났다. 이후, 전한은 흉노와 굴욕적인 화친을 맺었다. 화친의 결과 전한과 흉노는 형제 관계를 맺었으며, 유방은 "흉노와 전쟁하지 말라"는 유언을 남겼다.
당시 흉노와 한이 맺은 화친 조약의 내용은 다음과 같다.
- 첫째, 한의 공주를 흉노 선우에게 의무적으로 출가시킨다.[19]
- 둘째, 한이 매년 술, 비단, 곡물을 포함한 일정량의 공물을 바친다.
- 셋째, 한과 흉노가 형제맹약(兄弟盟約)을 맺는다.
- 넷째, 만리장성을 경계로 양국이 서로 상대의 영토를 침범하지 않는다.

이 합의는 기원전 198년 가을, 중국 종실의 공주가 흉노에 도착함으로써 발효되었다. 특기할 사항은 양 조정(朝廷)에 왕위 변동이 있을 때마다 새로운 혼인으로 동맹을 갱신했다는 점이다. 또 중국이 흉노에 내는 조공 액수도 한과 흉노 사이의 역학 관계에 따라 수시로 바뀌었는데, 대체로 한의 조공액은 매년 늘어났다. 기원전 192년부터 135년까지 적어도 아홉 차례에 걸쳐 한이 흉노에 대한 조공액을 인상했다는 기록을 근거로 이 시기 전한이 흉노의 속국과 같은 존재였다고 해석하기도 한다. 이 시기의 영토는 동쪽으로 동호와 예맥(濊貊), 북쪽으로 예니세이 강 상류, 서쪽으로 동 투르케스탄, 남쪽으로 중국의 오르도스 지방과 칭하이성(靑海省)의 북부에 이르렀다.

### 실크로드 장악
기원전 177년, 흉노의 우현왕(右賢王)이 하남 땅을 침략해 상군(上郡)을 약탈했다. 한의 문제(文帝, 재위: 기원전 180년 ~ 기원전 157년)는 승상 관영(灌嬰)에게 우현왕을 치게 했는데, 백등산 전투 이후 한이 흉노에 대해 처음으로 손을 쓴 사례였지만, 이 무렵 서방 공략에 주력하던 묵돌 선우는 곧장 흉노측의 책임을 인정했다. 묵돌 선우는 한과의 조약을 깬 우현왕을 시켜 돈황(敦煌) 부근에 있던 월지국을 축출하게 하는 동시에, 누란(楼蘭), 오손(烏孫), 호갈(呼揭) 및 서역 26국을 흉노의 지배하에 두었다.
묵돌이 죽은 뒤 선우가 된 노상(老上, 재위: 기원전 174년 ~ 기원전 161년)에게 한 문제는 화친 조약에 따라 공주를 출가시켰는데, 이때 공주를 수행하는 임무를 맡게 된 환관 중항열(中行說)은 흉노의 땅에 가고 싶지 않다고 수십 번이나 고사했지만 강제로 보내지게 되었고, 이 사건을 계기로 한나라에 원한이 생긴 중항열이 흉노에 붙어 노상 선우의 상담역으로서 선우가 한을 침공하도록 부추겨 한동한 한나라의 골칫거리가 되기도 했다.

### 흉노의 분열
기원전 141년에 즉위한 전한 무제(武帝)는 흉노와 맺은 조약을 파기하고 흉노와 전면적인 전쟁을 시작하였다. 무제는 기원전 129년부터 위청(衛靑), 곽거병(霍去病) 등을 파견, 흉노를 공격하고 황하 서쪽 지역에 처음으로 진출해 '하서사군'(장액·주천·돈황·무위)을 설치했으며, 나아가 서역(西域 : 간쑤성 및 신장 자치구 일대)을 정벌하였다. 한군이 서역을 정벌하고 비단길을 통제하게 되자 흉노는 경제적으로 약화되었다. 한과 흉노의 전쟁으로 전한은 막대한 손실을 입었으며, 흉노의 피해는 더 커서 흉노의 세력은 크게 위축되었다.
기원전 60년경 흉노에서는 선우 자리를 놓고 수십개의 부족으로 분열되어 내전이 일어났으며 호한야 선우(呼韓邪 單于)는 기원전 51년 한나라의 지원을 얻었다. 한나라의 지원을 받은 호한야에 의해 흉노는 재통일되었으며 전한과 화친을 맺었고, 이는 전한이 멸망할 때까지 지속되었다. 이때 질지(郅支) 선우는 서흉노를 이끌었는데, 후에 동흉노에 패하여 다시 흡수되었지만, 일부 집단은 서쪽으로 이동하였다. 이 시기 흉노의 내분과 약화의 원인으로는 당시 몽골 고원이 한랭화되었던 것을 지목하기도 한다.
왕망(王莽)이 신(新)을 건국한 직후 흉노와 중국의 관계는 크게 악화되어 이 시기에 흉노가 신나라를 침공하기도 했다. 그러나 후한이 건국된 시점에서는 흉노는 수십개 부족으로 다시 분열된 상태였으며 그 수도 많지 않았는데 이중 남흉노는 후한에 복속되어 오르도스 및 산시성(山西省) 일대에 거주했으며, 북흉노는 몽골 고원에 남았다. 89년에 후한과 남흉노의 연합군은 북흉노를 공격하여 멸망시켰으며 북흉노의 일파는 서방으로 피신하였다. 이때 서방으로 향한 북흉노를 훈족으로 보기도 한다. 북흉노의 멸망 직후 몽골 고원에는 선비(鮮卑)·오환(烏桓) 등의 다른 유목 부족들이 성립되었다.
남흉노는 중국의 번병(番兵) 역할을 하며 오르도스 및 산서 일대에서 북방을 방어하였다. 후한은 남흉노의 군대를 용병으로 활용하였고 선비, 오환, 강(羌) 등을 토벌하기도 하였다. 중국의 명령을 충실하게 이행하는 선우에 대해서 흉노의 여러 유력자들은 많은 불만을 가졌으며 이로 인해 선우와 흉노의 유력자들 간에는 끊임없는 알력이 존재하였다. 또한 후한 말기에 오면 남흉노에게도 간섭하여 선우의 직위는 크게 실추되고 위태로워졌다. 삼국 시대에는 조조(曹操)에 의해 흉노의 선우는 유명무실하게 되고 흉노는 5부로 재편되어 중국의 실질적인 통제를 받게 되었다.

### 후한 말기 ~ 5호 16국 시대와 소멸
후한 말기에 오면서 남흉노는 모두 남하하여 대다수가 한족과 동화되었다. 후한의 유표는 고대 흉노 모계 조상 가운데 한나라 공주 유(劉)씨가 있었기 때문에 유(劉)씨로 창성하였다. 그의 후손이자 서진(西晉) 말기 흉노의 좌부수(左部帥)였던 유연(劉淵)은 중국이 혼란스러운 틈을 타 산서 일대에서 한(漢)을 건국하였다. 이는 흉노가 과거 한나라와 형제의 맹약을 맺은 것을 근거로 한 것으로, 유연은 형인 한나라를 대신하여 한나라를 계승한다고 천명하였다. 흉노의 한나라는 서진을 멸망시키고 화북 지역을 초토화하여 지배권을 얻었다. 이후 흉노의 일파인 갈족(羯族)의 석륵(石勒)이 후조(後趙)를 건국하자 국호를 조(趙 : 후조와의 구분을 위해 보통 前趙라고 부른다.)로 고치고 화북을 양분하여 서로 물고 물리는 전쟁으로 대립하였다. 329년에 후조에 의해 전조는 멸망하였으며, 후조 역시 351년에 멸망하였다.
407년에는 흉노 철불부(鐵弗部)의 혁련발발(赫連勃勃)이 산시성(陝西省) 일대에서 하(夏)를 건국하여 선우를 자칭하였으나 431년에 멸망하였다. 이로써 흉노는 영원히 역사속으로 사라진다.

## 정치 제도
흉노의 군주는 선우라고 불렀다. 흉노의 선우는 흉노의 중앙집권화를 이룩한 묵돌 선우 이래 부자세습제를 통해 자리를 이어갔다. 선우의 아래에는 좌도기왕과 우도기왕의 작위가 있었다. 흉노의 신앙 체계는 천신사상이 강하게 나타나는데, 통치자 선우(單于)는 천신(天神)의 아들로서 하늘의 뜻을 이 땅에서 이루는 제사장으로 표현되고 있다. 흉노는 군주를 선우(單于)라고 불렀고, 수하 제후를 왕으로 지칭하였다. 흉노열전의 곤야왕 (昆邪王), 절란왕, 휴도왕 등은 군주가 아니고 한나라 접경 지역에서 활동하는 제후(작위)를 가리켰다.
흉노의 주요 지배 집단은 연제씨(攣鞮), 호연씨(呼衍), 수복씨(須卜), 난씨(蘭), 구림씨(丘林) 등 5개 부족이 있었다. 국가를 구성하는 5부족 족장은 1년에 세 번, 선우의 본거지에 모여 무속적(巫俗的)인 제사를 거행하고 국사를 의론하였다. 흉노의 지배 계층은 험윤에서 이어져 온 몽골계이며, 흉노는 다민족 국가로서 중앙아시아의 투르크계와 아리아계가 흉노에 포함되었다. 한나라 시대 연제 씨족이 왕통을 이어 갔고 황후는 다른 4개의 부족에서 나왔다. 남흉노 "류" (劉)씨는 연제 부족에서 나왔으며, 구림은 북위 무렵에 남하하여 "림"(林)으로 성을 가졌다. 셀렝가강에서 기원한 "설연타"의 일파인 사토족이 후당을 건국했을 때 흉노족이 "리"(李)를 성으로 취했다.
4세기 이후, 오르도스와 중앙아시아 등지의 유목 왕조들의 군주들은 선우라는 명칭은 거의 쓰지 않았고, 한이나 가한이라는 명칭을 사용하였다. 또한 선우를 보좌하는 좌현왕, 우현왕이라는 직책도 있었다. 흉노 선우의 시각은 중원 왕들과 반대로 남방을 정면으로 삼았기 때문에, 좌현왕은 동부, 우현왕은 서부를 관장했다. 당시 중국 왕조인 한나라 식으로 하면, 선우는 황제, 좌우현왕은 황제가 봉해주는 왕에 해당한다. 또한 좌우현왕과 유사한 두 왕(좌곡려왕, 우곡려왕)이 더 있어 선우와 함께 유목민족 특유의 5부 체제를 이끌었다. 또한 흉노가 강성하여 서역 지방을 다스렸을 때 서역 지방 제후를 일축왕에 봉했다. 골도후라는 직책도 있는데, 정확히 무엇을 칭하는 것인지는 정확히 밝혀지지 않았다. 골도후에도 좌, 우의 개념이 있어 각각 선우의 보좌직이라는 설이 있다. 좌우현왕 밑에는 각각 지방관 등으로 여겨지는 각종 직위들이 있었으며, 여기서 흉노의 지역 체제가 군사 체제와 일치했다는 사실을 알 수 있다.

## 언어
흉노어 및 흉노인들이 사용한 문자에 대해서는 아직 정확히 밝혀지지 않았다. 그러나, 노인울라 16호 고분을 비롯한 흉노 유적지에서 발굴된 출토품에 흉노 문자로 추정되는 기호들이 새겨져 있다.

## 주변과의 관계

### 중국과의 관계
흉노는 유목민족으로써, 경제의 유지를 위해 농경을 영위하는 정주민에게 필요한 물자를 획득해야 했다. 이를 위해 흉노는 때로는 중국을 침략·약탈하고 때로는 조공이나 세폐를 통해 평화적으로 물자를 확보하였다. 흉노의 침입을 막기 위해 중국은 국력을 기울여 장성을 쌓고 막대한 세폐를 바치기도 하였다. 중국측 역사 교과서에 의하면, 일방적으로 피해를 당하던 중국이 전한 무제 때 대대적으로 흉노를 토벌하여 세력을 약화시켰으며 흉노 부족의 일부가 한나라에 화친을 청하며 신하라고 자칭했었다고 한다. 전한의 원제는 궁녀 왕소군을 공주로 만들어 흉노에게 시집보냄으로써 비교적 장기간 국경이 안정되었다고 한다. 이는 결혼 동맹을 통해서 양국과 우호관계를 담보하기 위한 행위였다.
전한 무제가 흉노와 전쟁을 시작한 이후 경제적인 중심지였던 서역을 상실한 흉노는 세력이 약화되었으며 이후 흉노에서 내분이 일어나자 더욱 약화되어 일부는 자신이 다스리던 선비족에게 역으로 공격 당하고, 일부는 중국에 복속되어 번병이 되기도 하였다.

### 훈족과의 관계
서흉노 또는 북흉노가 훈족의 원류라는 주장이 있으나 명확한 관계는 밝혀지지 않았다. 흉노는 스스로를 ‘훈’이라 칭했다. ’흉노‘라는 이름 과거 중국 왕조가 ’훈’이라는 이름을 갖고있던 이들을 멸시하기 위한 이름이다. 흉노가 공격을 받아 멸망 하기전, 흉노 중 일부가 중앙아시아로(혹은 우크라이나로) 도주 했다는 기록이 있는데, 이때 그곳에 있던 부족들과 어올렸고, 그 후손이 훈족이라는 ‘추측’이 있다.

### 한민족과의 관계
신라의 일부 금석문에는 흉노 출신의 김일제가 신라 김씨 왕실의 조상이라 기록되어 있다. 이를 근거로 재야사학자 및 소수의 역사학자들은 신라 왕실이 흉노의 후예라고 주장하기도 한다. 그러나 이러한 내용은 고대 신라인들이 왕가의 혈통을 미화하기 위해 중국 역사 속의 위인을 시조로 꾸며낸 것으로 해석하는 것이 역사학계의 일반적인 견해이다.

### 설명주
1. ↑  북흉노는 89년에 멸망하였다.
2. ↑  
 · 중국어: 匈奴, 병음: Xiōngnú 슝누[*]
 · 상고한어: qʰoŋ na 콩나, qʰ(r)oŋ nˤa 1 크롱나, hjuŋnag 흉나그
 · 몽골어: ᠬᠣᠨᠨᠣ 훈누
 · 튀르키예어: Büyük Hun İmparatorluğu 뵈유크 훈 임파라토르루우[*]

### 인용주
1. ↑  Ebrey, Patricia Buckley (2010). The Cambridge Illustrated History of China 2판. Cambridge University Press. 69쪽. ISBN 978-0-521-12433-1.
2. ↑  Chase-Dunn, C.; Anderson, E. (2005년 2월 18일). 《The Historical Evolution of World-Systems》 (영어). Springer. 36-37쪽. ISBN 978-1-4039-8052-6. "The primary focus of the new threat became the Xiongnu who emerged rather abruptly in the late 4th century B.C. initially subordinated to the Yuezhi, the Xiongnu overthrew the nomadic hierarchy while also escalating its attacks on Chinese areas."
3. ↑  Grousset 1970, 19, 26–27쪽.
4. ↑  Pulleyblank 2000, 17쪽.
5. ↑  Schuessler 2014, 257, 264쪽.
6. 1 2  Beckwith 2009, 404–405 notes 51–52쪽.
7. ↑  Étienne de la Vaissière (2006년 11월 15일). 〈Xiongnu〉. 《Encyclopedia Iranica online》. 2012년 1월 4일에 원본 문서에서 보존된 문서.
8. ↑  Harmatta 1994, 488쪽: "Their royal tribes and kings (shan-yü) bore Iranian names and all the Hsiung-nu words noted by the Chinese can be explained from an Iranian language of Saka type. It is therefore clear that the majority of Hsiung-nu tribes spoke an Eastern Iranian language."
9. ↑  Bailey 1985, 21–45쪽.
10. ↑  Jankowski 2006, 26–27쪽.
11. ↑  Tumen D (February 2011). “Anthropology of Archaeological Populations from Northeast Asia” (PDF). 《Oriental Studies》 (Dankook University Institute of Oriental Studies) 49: 25, 27. 2013년 7월 29일에 원본 문서 (PDF)에서 보존된 문서.
12. ↑  Hucker 1975, 136쪽.
13. ↑  Savelyev, Alexander; Jeong, Choongwon (2020년 5월 10일). “Early nomads of the Eastern Steppe and their tentative connections in the West”. 《Evolutionary Human Sciences》 2. doi:10.1017/ehs.2020.18. hdl:21.11116/0000-0007-772B-4. ISSN 2513-843X. PMC 7612788. PMID 35663512. S2CID 218935871. The predominant part of the Xiongnu population is likely to have spoken Turkic (Late Proto-Turkic, to be more precise).
14. ↑  Di Cosmo 2004, 166쪽.
15. ↑  Adas 2001, 88쪽.
16. ↑  Vovin, Alexander (2000). “Did the Xiongnu speak a Yeniseian language?”. 《Central Asiatic Journal》 44 (1): 87–104. JSTOR 41928223.
17. ↑  高晶一, Jingyi Gao (2017).  確定夏國及凱特人的語言為屬於漢語族和葉尼塞語系共同詞源 [Xia and Ket Identified by Sinitic and Yeniseian Shared Etymologies]. 《Central Asiatic Journal》 60 (1–2): 51–58. doi:10.13173/centasiaj.60.1-2.0051. JSTOR 10.13173/centasiaj.60.1-2.0051. S2CID 165893686.
18. ↑  Geng 2005.
19. ↑  이 관례는 문제(文帝, 기원전 179∼157) 때까지 계속되었다. 다만 한문제 시기에는 황제의 친딸이 아닌 방계 혈족의 여자로 충당했다.
20. ↑  재야사학자인 이종호의 소수의견이다.[깨진 링크(과거 내용 찾기)]
21. ↑  G. 에렉젠, 〈몽골의 고대 주요 고고유적〉, 《몽골의 역사와 문화》, 2006, 서울: 서경문화사, p. 163.
22. ↑  《중국역사》. 2005년.(7학년 상책, 의무교육과정 표준실험교과서)
23. ↑  “고구려와 흉노의 친연성에 관한 연구”. 《백산학보》 (제67호).
24. ↑  김대성 (1999년 8월). “<이색보고> 金家 뿌리 탐사, 흉노왕의 후손 김일제 유적을 찾아서”. 《신동아》.
25. ↑  조갑제 (2004년 3월). “騎馬흉노국가 新羅 연구, 趙甲濟(月刊朝鮮 편집장)의 심층취재”. 《월간조선》.
26. ↑  김운회 (2005년 8월 30일). “김운회의 '대쥬신을 찾아서' <23> 금관의 나라, 신라”. 프레시안.
27. ↑  대당고김씨부인묘명을 발견한 부산외대 권덕영 교수의 견해
28. ↑  김창호, 〈문무왕릉비에 보이는 신라인의 조상인식 - 태조성한의 첨보 -〉, 《한국사연구》, 한국사연구회, 1986년
29. ↑  “문경현, 〈신라건국설화의 연구〉, 《대구사학》, 대구사학회, 1972년”. 2015년 4월 17일에 원본 문서에서 보존된 문서. 2015년 4월 17일에 확인함.

## 같이 보기
- 훈-흉노 연관설
- 유목제국
- 반용
- 조복 (민족)
- 오르도스 문화